# Neilson and Company

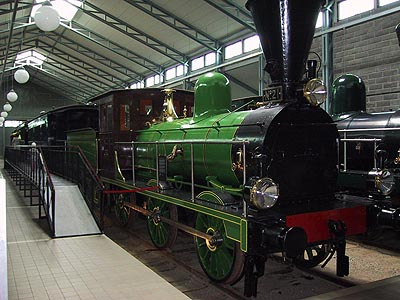
Gerestaureerde Neilson-locomotief in het Finse spoorwegmuseum

Neilson and Company was een locomotieffabriek in Glasgow in Schotland.
De fabriek werd in 1836 opgericht door Walter Neilson en James Mitchell om stoommachines voor schepen en stationair gebruik te vervaardigen. In 1837 werd de naam na een verhuizing gewijzigd in Kerr, Mitchell and Neilson, in 1840 werd de naam gewijzigd in Kerr, Neilson and Company, om ten slotte in 1845 in Neilson and Mitchell gewijzigd te worden.
In 1843 werd begonnen met het bouwen van locomotieven voor lokale spoorwegen. In 1855 werd de productie van scheepsmachines en stationaire stoommachines gestaakt en werd de naam weer gewijzigd in Neilson and Company.
In 1884 verliet Neilson het bedrijf om een nieuw bedrijf Clyde Locomotive Company op te richten. Ondanks dat James Reid de 
enige eigenaar van Neilson and Company werd, duurde het tot 1898 voordat de naam werd gewijzigd in Neilson, Reid and Company.
Vanuit Nederland plaatste de Nederlandsche Centraal-Spoorweg-Maatschappij vier bestellingen voor stoomlocomotieven bij Neilson and Company, te weten de serie 1-12 in 1863, de serie 21-25 in 1892 met een nabestelling voor de serie 26-27 in 1900, en de serie 61-65 in 1901.
Door concurrentie van locomotieffabrieken in de Verenigde Staten rond de eeuwwisseling waren vele kleine ondernemingen niet in staat zelfstandig te overleven. In 1903 fuseerden Neilson, Reid and Company, Dübs and Company en Sharp Stewart and Company om de North British Locomotive Company te formeren, de grootste locomotieffabrikant in de wereld buiten de Verenigde Staten.